# Композиція (мистецтво)
Компози́ція зазвичай вживається у двох значеннях. З одного боку, композиція — це побудова художнього твору, яка обумовлена його змістом, призначенням і характером. А з іншого боку композицією називають і сам твір, тобто кінцевий результат діяльності художника.
Композиція є одним з основних організуючих компонентів кожного художнього твору. Саме композиція надає йому цілісність, підпорядковує його елементи один одному і цілому.
Композиція «тримає» простір, організує його і підпорядковує так званим законам композиції.

## Композиційні закони, принципи, засоби і прийоми

### Закони композиції

#### Закон рівноваги

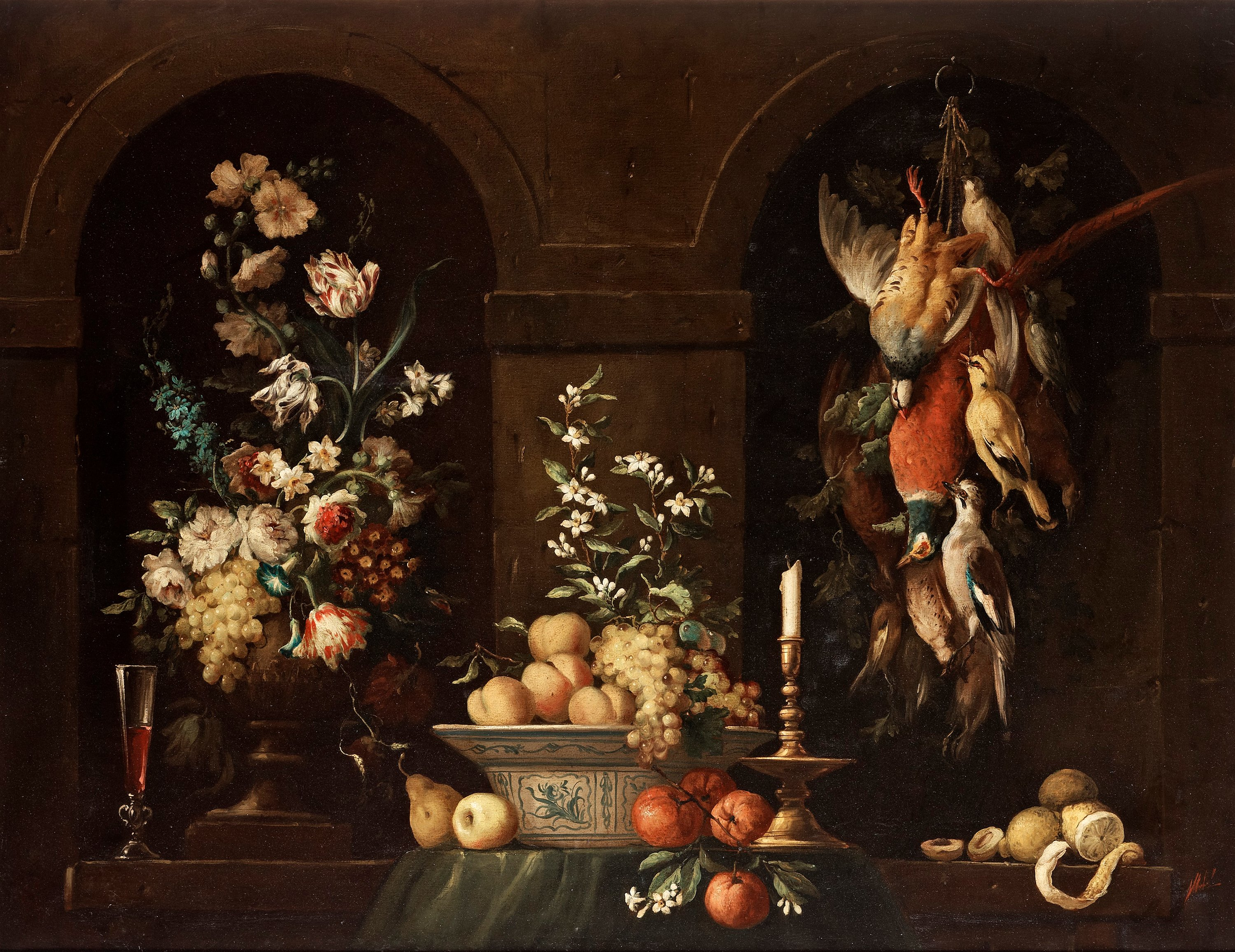
Анонім 1800 року. «Квіти, фрукти і мисливські трофеї». Зразок симетричної, врівноваженої композиції.

Рівновага залежить від розташування основних мас композиції, від організації композиційного центру, від пластичної і ритмічної побудови композиції, від її пропорції, від колірних, тональних і фактурних відносин окремих частин між собою
Рівновага проявляється по-різному в симетричних і асиметричних композиціях. Наявність симетрії ще не є гарантією врівноваженості в композиції. Кількісна невідповідність симетричного елемента і площини (або диспропорція частин і цілого) робить її візуально неврівноваженою. Людина завжди тяжіє до рівноваги форм, що створює повніший психологічний комфорт, гармонію проживання в предметно-просторовому середовищі. Урівноважити симетричну композицію набагато легше, ніж асиметричну, і досягається це простішими засобами, оскільки симетрія вже створює передумови для композиційної рівноваги.
Вдало знайдена симетрична композиція сприймається легко, незважаючи на складність її побудови. Асиметрична ж, часом, потребує тривалішого осмислення і розкривається поступового. Проте, твердження, що симетрична композиція є виразнішою — неправомірне. Історія мистецтв доводить, що асиметрично побудовані за законами гармонії композиції ніяк не поступаються виразністю, з погляду художньої цінності, симетричним.

#### Закон єдності і супідрядності
Необхідною умовою організації гармонійної композиції з деякої кількості елементів є вимога, щоб вона (композиція) була єдина. Це має бути виражено в єдності пластичного рішення, образного і змістового розкриття теми, в єдності формоутворення, колористичного і фактурного рішення. Єдності можна досягти шляхом підпорядкування.

### Засоби гармонізації композиції

#### Ритм
Ритм надає композиції динамізм і породжує рух зі складнішою характеристикою. Динаміка ритму обумовлюється закономірним чергуванням однорідних елементів і простору. У мистецтві ритм розуміється як синтез кількості та якості у виразі художньої форми. Для спостерігача, що сприймає твір мистецтва, існують два типи ритму: активно-динамічний і пасивно-динамічний. До першого належать звукові (музичні), танцювальні, світлові і інші ритми, тобто ритми, які з'являються і зникають в певних часових рамках. До другого (пасивного) типу належать ритми в архітектурі, малярстві, скульптурі, графіці, де пластичні форми знаходяться постійно і відчуття ритму виникає з співвідношення реальних та існуючих елементів. Вплив на спостерігача активно-динамічного ритму багато в чому залежить від тривалості його сприйняття. У пасивно-динамічному ритмі головним стає характер кожного елемента, його просторове положення, виразність композиційних елементів.
Ритм буває простим, коли змінюється якась одна закономірність (форма, колір, фактура або відстань між елементами), і складним, коли зміни відбуваються відразу за декількома параметрами. Наприклад, змінюється конфігурація форми і відбувається насичення за кольором, або змінюється відстань між елементами і одночасно зменшується форма, яка також змінює свою фактурну характеристику. Ритм не лише збагачує композицію, але й допомагає її організувати. Без ритму важко обійтися як в площинний композиції, так і в об'ємно-просторовій. Ритм може бути виражений за допомогою всіх образотворчих засобів: існують ритми форм (точки, лінії, плями та їх поєднання), ритми кольору (ахроматичні та хроматичні), ритми, виражені фактурою. В одній композиції може виявитися велика кількість композиційних елементів, побудованих на ритмі, що розвиваються відносно один одного паралельно, перетинаючись або навіть рухаючись в протилежному напрямку.
Знання закономірностей ритмічної побудови багато в чому вирішує проблеми створення композицій будь-якого виду, їх єдності і підпорядкування, рівноваги як цілого твору, так і його частин.

#### Контраст, нюанс, тотожність

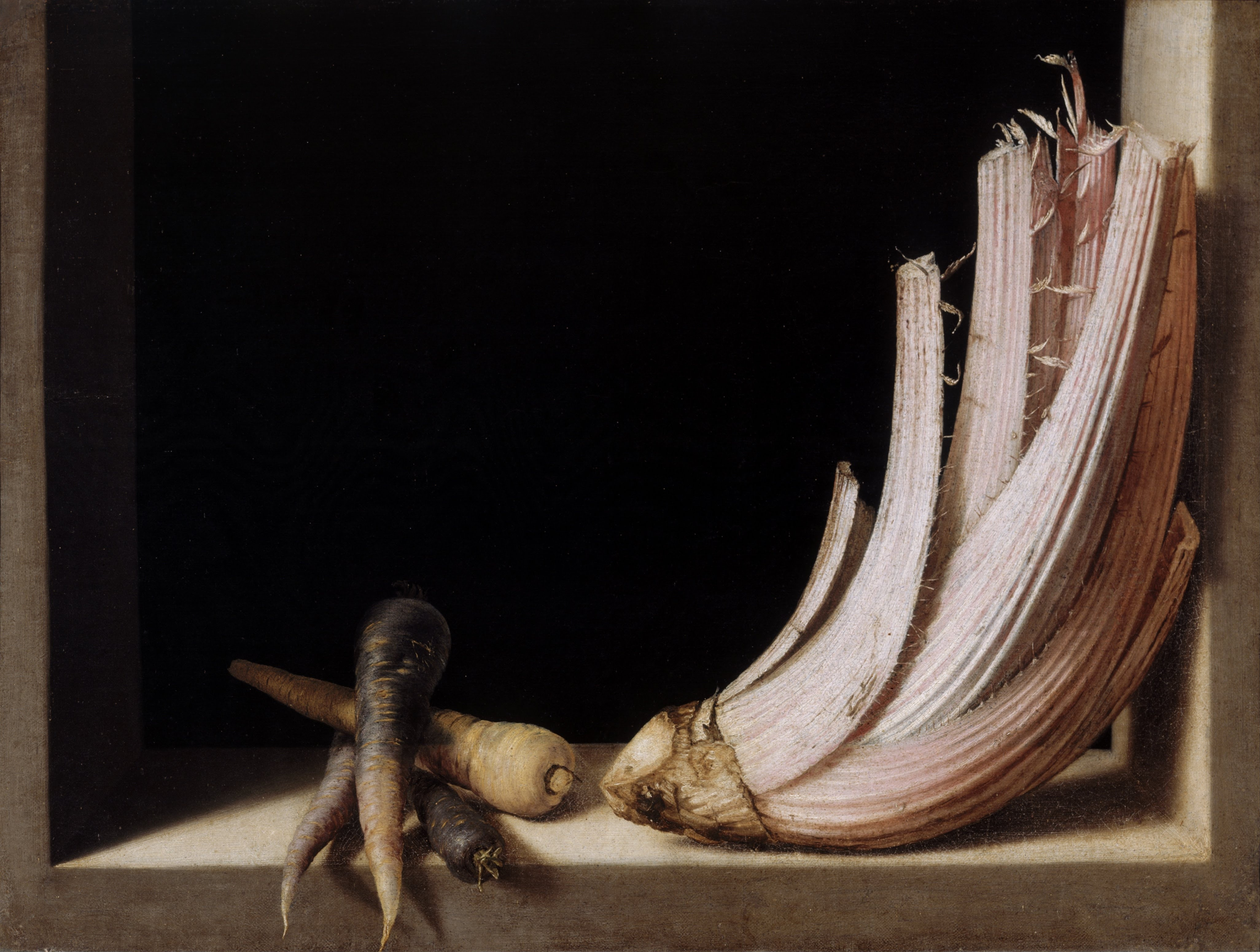
Ісп. художник Котан. Зразок асиметричної і контрастної композиції. Середина 17 ст. музей у Гранаді.

Якщо контраст — це максимальна зміна якостей образотворчих засобів, нюанс — мінімальне, то тотожність — повторення цих якостей. Для того щоб контраст або нюанс став засобом гармонізації, потрібно скласти йому пару — тоді з'явиться можливість для порівняння. Наприклад, контраст великого і малого елемента, округлого й квадратного, чорного й білого, зеленого й червоного, гладкого й шорсткого й т. ін. Як тільки з'явилося це порівняння, з'явилося і співвідношення кількості білого і чорного, зеленого і червоного, малого і великого. Тому у створенні гармонійної композиції дуже важливим є момент співвідношення. Характеризуючи одну роботу, ми говоримо, що в ній основне композиційне завдання виконав контраст тону, в іншій художній образ може бути вирішеним за рахунок багатства колориту, його нюансової опрацьованості.
Усі три вищезгаданих засоби застосовуються митцями для вираження відповідних художніх образів і для створення роботи, що відповідає законам гармонії.
Контраст, нюанс і тотожність як засоби гармонії народжені самою природою і цілком успішно в ній співіснують: розмаїття відтінків у звичайній траві — це колірний нюанс. В одній рослині можна побачити повторення форми листя: більші знаходяться знизу, та чим вище, тим дрібніше вони стають. Це нюанс форм. Тут же можна помітити і нюанс кольору: нижні листки вже пожовкли, середні яскраво пофарбовані, а верхні бліді. А якщо квітка складається з подібних пелюсток, то це тотожність. Цей приклад доводить, що засоби гармонізації — контраст, нюанс, тотожність — підказані митцю самою природою. Тому вони знайшли таке органічне застосування у творах мистецтва.

#### Пропорції
Пропорції (зв'язки частин і цілого) — один з найважливіших засобів гармонізації. Під пропорцією розуміється відношення частин цілого між собою і цим цілим.
Основні пропорції:
1. арифметична
2. геометрична
3. гармонійна
4. золотий перетин

Вибір та використання такого засобу гармонізації, як пропорції, дозволяє художнику створювати роботу, що максимально відповідає законам гармонії і естетичним потребам людини. Застосування певних пропорційних відношень може надати велику виразність художньому образу, глибше розкрити його. Щоб створювати гармонійні, тобто цілісні твори, художник повинен вивчати та застосовувати закони природи.
Необхідно сказати, що проблема пропорцій — одна з найскладніших художніх проблем, що вимагають осмислення.

#### Масштаб
Масштаб визначається правильним застосуванням систем пропорцій. Розділяючи форму на окремі деталі, можна тим самим досягти потрібного масштабу. Форма буде сприйматися більш або менш значущою. Необхідної виразності образу у вигляді масштабу можна досягти, працюючи не тільки з формою, а й грамотно застосовуючи інші образотворчі засоби, такі як колір і фактура.
Масштабність твору не визначається абсолютною величиною. Невеликий за розміром твір може мати великий масштаб, висловлювати монументальні образи. І навпаки, значний за величиною твір сприймається часом як камерний. Володіючи таким інструментом, як масштаб, художник здатний створювати різні хвилюючі його художні образи незалежно від розміру твору.

## Види композиції

### Фронтальна
До фронтальних належать всі «площинні» композиції, а також композиції, які мають рельєф. Композиції на «площині» можуть бути представлені творами, виконаними в різних техніках і матеріалах. Можна назвати твори живопису і графіки, виконані в традиційних техніках, і твори, що змогли з'явитися тільки на певному рівні розвитку науки і техніки. До них належать комп'ютерна графіка, голографія та інші. Фронтальна композиція широко використовується в роботах декоративно-прикладного характеру, де фактура матеріалу часто надає композиції рельєфність (текстиль — гобелен, скло — вітраж і т. ін.). Композиції, що «виступають з площини», тобто мають рельєф, також належать до фронтальних. Вони сприймаються глядачем фронтально і не потребують бокового огляду. Рельєф творів дозволяє виявити їх форму і композиційну побудову за рахунок світла і тіні. Таким композиціям властива гра фактури (мармурові рельєфи Мікеланджело, карбовані роботи грузинських майстрів, керамічні кахлі на соборах в Ярославлі, пряникові дошки, виконані в техніці різьби по дереву і т. ін).
Фронтальні композиції частіше, ніж інші, створюються авторами як самостійні твори. Тим самим виключається вплив середовища (з'являється можливість не замислюватися про масштаб, стилістику, побудову простору), в якому вони будуть існувати. Самостійність твору підкреслюється рамою, лінією, бордюром та іншими композиційними засобами, які вирішують проблему виокремлення твору з простору, замикають композицію. Вона розвивається тільки всередині. І в той же час фронтальна композиція «в рамі» може стати елементом глибинно-просторової композиції у вирішенні як інтер'єру, так і екстер'єру. Своєю формою, пластикою, кольором, фактурою, побудовою вона може не тільки органічно увійти в композиційну структуру, але розвинути її і навіть стати композиційним центром.

### Об'ємна
До об'ємної композиції можна віднести твори мистецтва, що мають три виміри (довжину, ширину і висоту), тобто параметри, які характеризують об'єм взагалі. Це скульптура, дрібна пластика, малі архітектурні форми, роботи декоративно-прикладного характеру, різні утилітарні об'єми (посуд, меблі, транспортні засоби, одяг — загалом, все те, що включає в себе дизайн). Навіть в цьому простому перерахуванні відчувається, яке широке застосування може мати об'ємна композиція у нашому житті для створення функціональних предметів, що забезпечують життєдіяльність людини.
Протягом століть існування об'ємної композиції змінювались художні і пластичні принципи. Віддаючи перевагу тим чи іншим стилям, велися пошуки нових матеріалів і способів їх виготовлення, але закони гармонії і краси залишалися незмінними. Засоби гармонії, за допомогою яких художники досягали найкращих результатів, і понині залишилися тими ж.
Об'ємну композицію можна розділити на два типи: симетричну і асиметричну. Найпоширеніша — симетрична об'ємна композиція, що має вертикальну вісь. Всі чотири (або більше) сторони щодо неї однакові. Такий симетричний об'єм в основному організує навколо себе і однаковий простір, тому що він орієнтований на однакове сприйняття з усіх сторін. Характерним прикладом таких композицій можна назвати дорожні орієнтири, верстові або знакові стовпи, міські ліхтарі минулих століть, зразки садово-паркової архітектури (наприклад, ротонди). Але й дрібніші предмети можна віднести до категорії симетричних об'ємних композицій. Скажімо, горщик, виконаний на гончарному крузі.
Симетричність об'ємної композиції надає їй врівноваженість, що є дуже важливим для створення утилітарних предметів, а також статичність, за допомогою якої можна організувати акцент об'єму в «рухомому» просторі.
Асиметрична об'ємна композиція має широкі можливості для вирішення неповторних пластичних завдань і складного руху мас. За допомогою асиметричної об'ємної композиції можна зрозуміти художній образ, створений автором, простежити виражену їм пластичну тему тільки рухаючись навколо неї. Асиметрія дозволяє більш ємко висловити образ, передавши всю його багатогранність. Саме асиметричну об'ємну композицію легше розвинути, вкласти в відповідний простір. Або простір підпорядкувати їй.

### Глибинно-просторова
Глибинно-просторова композиція є вершиною творчих можливостей для художника. Вона впливає на глядача не тільки поєднанням площин, об'ємів, а й паузами між ними. Вплив простору незаперечно сильніше, ніж площини або об'єму. Йдеться не про значущість або художню цінність, а саме про ступінь можливого впливу, у простору вона більша, оскільки глядач належить до нього та огортає його. Вплив гармонійного простору, побудованого за законами гармонії, сприятливо впливає на особистість. Однак, глибинно-просторова композиція вирішує й інші задачі. Так, використовуючи вплив простору, емоційно забарвленого, що несе визначений образ, філософію, можна змусити підкоритися йому. Ця його особливість постійно використовувалася протягом всієї історії людства. Так організовувалися гладіаторські бої, виходи царюючих осіб, інквізиторські дійства і т.ін. Все це робили обмірковано, компонували в просторі елементи (місця глядачів, помости, балдахіни, прапори, і т.ін.). Враховувався кількісний вплив кольору і фактури. Наприклад, золото парчі, червоний колір оксамиту, чорний — сутани, блиск озброєння. Активно використовувалися світлові й звукові ефекти. Гарячі багаття й смолоскипи, барабани, сигнал труби та інші ефекти — все загалом створювало атмосферу, що психологічно впливала на глядача. Те ж саме відбувається і на спортивно-театралізованих виставах (відкриття Олімпійських ігор, гала-концерти, шоу різного роду і т. ін.). Див.ще: сценографія.